# Нова деца
Нова деца је песма коју изводи српска група Балканика. Песма је објављена у дигиталном формату 11. априла 2018. Написали су је Сања Илић, Тања Илић и Даница Крстић.
Песма комбинује призренско-тимочки дијалект југоисточне Србије са стандардним српским језиком, користећи плесни надмашај и спајање традиционалних вокала и флауте са савременим певањем.

## Песма Евровизије
Песма је представљала Србију на Песми Евровизије 2018. у Лисабону у Португалији. Финале Песме Евровизије одржано је 12. маја, на којем се песма налазила на 19. месту.

## Списак песама
| №  | Назив     | Формат               | Трајање |  |
| 1. | Нова деца | Дигитално преузимање | 3:09    |  |

## Историја издавања
| Области   | Датум           | Формат               | Издавач           |
| --------- | --------------- | -------------------- | ----------------- |
| Различите | 11. април 2018. | Дигитално преузимање | Јуниверсал мјузик |